# Чемпіонат Херсонської області з футболу
Чемпіонат Херсонської області з футболу — обласні футбольні змагання серед аматорських команд. Проводяться під егідою Херсонської обласної асоціації футболу.

## Усі переможці
| Сезон   | Чемпіон                                          | 2 місце                        | 3 місце                         |
| 1947    | Команда м. Скадовська                            |                                |                                 |
| 1948    | «Авангард» (м. Херсон)                           |                                |                                 |
| 1949    |                                                  |                                |                                 |
| 1950    | «Спартак» (м. Херсон)                            |                                |                                 |
| 1951    |                                                  |                                |                                 |
| 1952    | «Спартак» (м. Генічеськ)                         | «Енергія» (м. Нова Каховка)    | «Зірка» (м. Цюрупинськ)         |
| 1953    | «Спартак» (м. Херсон)                            |                                |                                 |
| 1954    | «Спартак» (м. Херсон)                            |                                |                                 |
| 1955    | «Авангард» (м. Херсон)                           |                                |                                 |
| 1956    | «Авангард» (м. Херсон)                           |                                |                                 |
| 1957    | «Авангард» (м. Херсон)                           |                                |                                 |
| 1958    | «Авангард» (м. Херсон)                           |                                |                                 |
| 1959    | «Авангард» (м. Генічеськ)                        | «Авангард» (м. Берислав)       | «Спартак-2» (м. Херсон)         |
| 1960    | «Енергія» (м. Нова Каховка)                      | «Авангард» (м. Каховка)        | «Колос» (с. Чорнобаївка)        |
| 1961    | «Енергія» (м. Нова Каховка)                      | «Авангард» (м. Генічеськ)      | «Спартак» (м. Херсон)           |
| 1962    | «Енергія» (м. Нова Каховка)                      | «Текстильник» (м. Херсон)      | «Спартак» (м. Херсон)           |
| 1963    | «Локомотив» (м. Херсон)                          |                                |                                 |
| 1964    | «Енергія» (м. Нова Каховка)                      | «Локомотив» (м. Херсон)        | «Текстильник» (м. Херсон)       |
| 1965    | «Локомотив» (м. Херсон)                          |                                |                                 |
| 1966    | «Енергія» (м. Нова Каховка)                      |                                |                                 |
| 1967    | «Нафтовик» (м. Херсон)                           |                                |                                 |
| 1968    | «Будівельник» (м. Генічеськ)                     | «Текстильник» (м. Херсон)      | «Будівельник» (м. Нова Каховка) |
| 1969    | «Будівельник» (м. Генічеськ)                     | «Текстильник» (м. Херсон)      | «Сільбуд» (м. Нова Каховка)     |
| 1970    | «Текстильник» (м. Херсон)                        | «Нафтовик» (м. Херсон)         | «Кристал» (м. Херсон)           |
| 1971    | «Енергія» (м. Нова Каховка)                      | «Кристал» (м. Херсон)          | «Будівельник» (м. Генічеськ)    |
| 1972    | «Спартак» (м. Херсон)                            | «Металіст» (м. Нова Каховка)   | «Будівельник» (м. Генічеськ)    |
| 1973    | «Енергія» (м. Нова Каховка)                      | «Локомотив» (м. Херсон)        | «Нафтовик» (м. Херсон)          |
| 1974    | «Енергія» (м. Нова Каховка)                      | «Будівельник» (м. Генічеськ)   | «Кристал» (м. Херсон)           |
| 1975    | «Кристал» (м. Херсон)                            | «Будівельник» (м. Генічеськ)   | «Енергія» (м. Нова Каховка)     |
| 1976    | «Енергія» (м. Нова Каховка)                      | «Нафтовик» (м. Херсон)         | «Силікатник» (м. Нова Каховка)  |
| 1977    | «Енергія» (м. Нова Каховка)                      | «Колос» (м. Скадовськ)         | «Нафтовик» (м. Херсон)          |
| 1978    | «Колос» (м. Скадовськ)                           | «Нафтовик» (м. Херсон)         | «Енергія» (м. Нова Каховка)     |
| 1979    | «Колос» (м. Скадовськ)                           |                                |                                 |
| 1980    | «Енергія» (м. Нова Каховка)                      | «Колос» (м. Скадовськ)         | «Нафтовик» (м. Херсон)          |
| 1981    | «Енергія» (м. Нова Каховка)                      | «Дорожник» (м. Херсон)         | «Будівельник» (м. Генічеськ)    |
| 1982    | «Колос» (с. Осокорівка)                          | «Енергія» (м. Нова Каховка)    | «Дорожник» (м. Херсон)          |
| 1983    | «Колос» (с. Осокорівка)                          | «Дорожник» (м. Херсон)         | «Будівельник» (м. Генічеськ)    |
| 1984    | «Колос» (с. Осокорівка)                          | «Енергія» (м. Нова Каховка)    | «Дорожник» (м. Херсон)          |
| 1985    | «Колос» (с. Осокорівка)                          |                                |                                 |
| 1986    | «Енергія» (м. Нова Каховка)                      | «Дорожник» (м. Херсон)         | «Колос» (с. Осокорівка)         |
| 1987    | «Енергія» (м. Нова Каховка)                      | «Колос» (с. Осокорівка)        | «Дорожник» (м. Херсон)          |
| 1988    | «Меліоратор» (м. Каховка)                        | «Енергія» (м. Нова Каховка)    | «Нафтовик» (м. Херсон)          |
| 1989    | «Меліоратор» (м. Каховка)                        | «Колос» (с. Осокорівка)        | «Таврія» (смт Новотроїцьке)     |
| 1990    | «Таврія» (смт Новотроїцьке)                      | «Меліоратор» (м. Каховка)      | «Колос» (с. Осокорівка)         |
| 1991    | «Меліоратор» (м. Каховка)                        | «Енергія» (м. Нова Каховка)    | «Колос» (с. Осокорівка)         |
| 1992    | «Таврія» (смт Новотроїцьке)                      | «Колос» (с. Осокорівка)        | «Енергія» (м. Нова Каховка)     |
| 1992/93 | «Таврія» (смт Новотроїцьке)                      | «Таврія» (с. Новомиколаївка)   | «Колос» (с. Осокорівка)         |
| 1993/94 | «Таврія» (смт Новотроїцьке)                      | «Азовець» (м. Генічеськ)       | «Харчовик» (смт Білозерка)      |
| 1994/95 | «Мир» (с. Горностаївка)                          | «Джарилгач» (м. Скадовськ)     | «Азовець» (м. Генічеськ)        |
| 1995/96 | «Колос» (с. Осокорівка)                          | «Таврія» (смт Новотроїцьке)    | «Мир» (с. Горностаївка)         |
| 1996    | «Таврія» (смт Новотроїцьке)                      | «Мир» (с. Горностаївка)        | «Колос» (с. Осокорівка)         |
| 1997    | «Мир» (с. Горностаївка)                          | «Джарилгач» (м. Скадовськ)     | «Таврія» (смт Новотроїцьке)     |
| 1998    | «Динамо» (м. Цюрупинськ)                         | «Джарилгач» (м. Скадовськ)     | «Мир» (с. Горностаївка)         |
| 1999    | «Динамо» (м. Цюрупинськ)                         | «Славута» (смт Нововоронцовка) | «Енергія» (м. Нова Каховка)     |
| 2000    | «Чумак» (м. Каховка)                             | «Динамо» (м. Цюрупинськ)       | «Енергія» (м. Нова Каховка)     |
| 2001    | «КЗЕЗО» (м. Каховка)                             | «Мир» (с. Горностаївка)        | «Динамо» (м. Цюрупинськ)        |
| 2002    | «КЗЕЗО» (м. Каховка)                             | «Динамо» (м. Цюрупинськ)       | «Текстильник» (м. Херсон)       |
| 2003    | «КЗЕЗО» (м. Каховка) та «Динамо» (м. Цюрупинськ) | —                              | «Енергія» (м. Нова Каховка)     |
| 2004    | «Енергія» (м. Нова Каховка)                      | «Гопри» (м. Гола Пристань)     | «Динамо» (м. Цюрупинськ)        |
| 2005    | «Мир» (с. Горностаївка)                          | «Динамо» (м. Цюрупинськ)       | «Гопри» (м. Гола Пристань)      |
| 2006    | «Мир» (с. Горностаївка)                          | «Енергія» (м. Нова Каховка)    | «Високе поле» (смт Високопілля) |
| 2007    | «Мир» (с. Горностаївка)                          | СК «Каховка» (м. Каховка)      | «Сігма» (м. Херсон)             |
| 2008    | «Сігма» (м. Херсон)                              | «Мир» (с. Горностаївка)        | СК «Каховка» (м. Каховка)       |
| 2009    | «Енергія» (м. Нова Каховка)                      | «Кристал» (м. Херсон)          | «Сігма» (м. Херсон)             |
| 2010    | «Кристал» (м. Херсон)                            | «Мир» (с. Горностаївка)        | «Таврія» (смт Новотроїцьке)     |
| 2011    | «Таврія» (смт Новотроїцьке)                      | «Темп» (с. Микільське)         | «Колос» (с. Хлібодарівка)       |
| 2012    | «Темп» (с. Микільське)                           | «Таврія» (смт Новотроїцьке)    | «Колос» (с. Чорнобаївка)        |
| 2013    | «Таврія» (смт Новотроїцьке)                      | «Колос» (с. Хлібодарівка)      | «Темп» (с. Микільське)          |
| 2014    | «Вікторія» (с. Бехтери)                          | «Мир» (с. Горностаївка)        | «Колос» (с. Хлібодарівка)       |
| 2015    | «Колос» (с. Хлібодарівка)                        | «Вікторія» (с. Бехтери)        | ФК «Чорнянка» (с. Чорнянка)     |
| 2016    | «Колос» (с. Хлібодарівка)                        | «Дніпро» (м. Каховка)          | «Вікторія» (с. Бехтери)         |
| 2017    | «Дружба» (с. Новомиколаївка)                     | «Колос» (ОТГ Асканія-Нова)     | «Кристал» (м. Херсон)           |
| 2018    | СК «Каховка» (м. Каховка)                        | «Таврія» (смт Новотроїцьке)    | «Дружба» (с. Новомиколаївка)    |
| 2019    | «Таврія» (смт Новотроїцьке)                      | «Хлібороб» (с. Нижні Торгаї)   | СК «Каховка» (м. Каховка)       |